# 魔剣X
『魔剣X』（まけんエックス）は、ドリームキャスト用3Dアクションアドベンチャー。
PlayStation 2で改良移植版の魔剣爻（まけんシャオ）が発売された。

## 概要
『真・女神転生シリーズ』や『ペルソナシリーズ』を作ったアトラス第一開発部によるソフト。プロデューサーは岡田耕始、ディレクターは橋野桂、キャラクターデザインは金子一馬、作曲は緒方貴宏、目黒将司など。
主人公はパッケージに描かれている少女・ケイではなく「魔剣」。ブレインジャックによって他のキャラクターを乗っ取り、精神状態はケイでありながらも、肉体を変える形で操作キャラクターを交代させることができる。

### 魔剣爻
タイトルはXXをもじって爻としている。システム変更が顕著であり、ドリームキャスト版では静止画だったイベントシーンを全てムービー化。また、3D酔いを起こしやすいと不評であった主観3D視点を、主人公の背後からの第三人称視点へと変更している。一部の操作キャラクターの技名や効果（アクション含む）、ポーズなどにも変更が加えられている。他には一部の音楽も変更されている。
ステージ中ではセーブポイントが追加されていたり、ステージ中のみ消費アイテムを一個キープできるようになっている。ブレインジャックした肉体の支配率を100％にすることで初めてエキストラ技（溜め技）を使えるなど、成長システムが盛り込まれている。ドルビーサラウンド対応のスピーカーを使用することにより、立体音響を楽しめる。
ゲームやアニメのアフレコの際、通常は声優がマイクに向かって行うが、胸像型マイクを使ってセリフを録音した。立体音響をよりリアルにするために声優たちは胸像型マイクの周囲を動き回り、さまざまな角度からセリフを録音していった。

## ストーリー
金沢総合学術研究所では、イマージュを利用し精神病を治療することを目的とした魔剣計画が最終段階を迎えようとしていた。魔剣のイマージュを覚醒させる為には、封剣士の一族の遺伝子が必要で、その一族の青年・李飛爪が被験者となった。研究員や研究所所長・相模広光、そして彼の娘・桂が見守る中、魔剣を誕生させる準備は進む。だが、覚醒を目前に控え、研究所は突如現れた三業会という謎の武装集団に襲撃される。飛爪は桂を咄嗟に庇って致命傷を負い、絶命。飛爪の理不尽な死に怒った桂は、襲い来る三業会に戦いを挑もうと魔剣を手に取った。その瞬間、魔剣は彼女の遺伝子に反応して目覚め、桂にブレインジャックする。だが、本来相手のイマージュを完全に支配するはずが、なぜか桂に対しては完全に支配することなく、共存する形で融合したのだった。三業会は、相模所長を拉致してヘリコプターで連れ去った。ケイは父親を助けるべく、魔剣と共に所長を連れ去った連中の後を追うのであった。

## 登場人物

### 主要人物
マキーナ（デフォルト名/変更可） / 魔剣（まけん）
本作の主人公。0歳。正式名称は「Deus Ex machina」。イマージュを切り離して修正する事が出来る、画期的な医療器具として開発された人工生命。人工脳を搭載し、自ら思考・判断する事ができる。しかし、その本来の役目は天尊流星を倒す事であり、目的を果たすためならば善にも悪にもなる可能性も秘めている。支配した体の得意武器に変化する。魔剣に取り込まれたイマージュは肉体とのつながりを断たれて自然消滅するのだが、桂だけは自我を保ち、魔剣に語りかけてくる。自分の存在理由に疑問を抱いており、桂との語り合いを通じて答えを模索するようになる。
ケイ / 相模 桂（さがみ けい）
声 - 飯塚雅弓
金沢市の寿星女学館に通う女子高生。16歳。イマージュ工学の研究者・広光と華僑の令嬢との間に産まれた一人娘。海外の大学に進学する為の飛び級審査に合格すべく勉強に勤しんでいる。実は母親が封剣士で、自身も封剣士の血を引いており、フェイの代わりに魔剣を手に取る。その結果としてイマージュが魔剣と融合し、精神世界で結びつき、互いに影響を与えながら共生し魔剣と対話していく。制服は上下赤で、黒タイツを穿いている。
ファザコンの気があり、当初は世界の窮地よりも父の救出を優先したがるが、最終的には世界を救う意思に目覚める。
武器は片手剣。ただし、切っ先は平らで刺突には使えない他、肉厚で斬ることにも向かない。攻略本では、この形状から実用性と無縁の儀式剣ではないかとしている。最初のキャラであるためその能力は高くなく技も斬るか突くかしかないが、特定のルートの最終戦では大幅に強化される（技の種類は変わらない）。

### ケイの関係者
相模 広光（さがみ ひろみつ）
声 - 大塚明夫
ケイの父親。43歳。金沢総合研究所の所長にして、魔剣の開発者。華僑の令嬢と結婚したが、妻はケイを産んだ後に死亡している。魔剣覚醒直後に三業会に連れ去られ、天尊流星にイマージュを抜き取られる。
アン・ミラー
声 - 小菅真美
金沢総合研究所の研究員。27歳。アメリカ人の女性。かつて金沢市の新国際大学で、所長の講義を受講していた。卒業後はHUGO（ヒトゲノム解析機構）で働いていた所、広光にスカウトされ、魔剣開発に取り組む。X計画ではイマージュの遺伝的アルゴリズムを担当。真面目な性格で、ケイにとって姉のような存在。
J・J・ジョーンズ
声 - 星野充昭
金沢総合研究所の研究員。27歳。アメリカ人の男性。天才的な頭脳を持ち、18歳で生物工学の博士号を取得した。人工知能の研究をしていたが、広光の論文に感銘を受け、新国際大学に入学するも中退。その後、世界各地を放浪していたが、広光に誘われて研究所に就職。そこでも、優れた能力を発揮し、X計画では人工脳の制御システム全般を担当。口が悪く自己中心的な性格。
コウ / 山城 弘（やましろ こう）
声 - 高山勉
大富豪の息子であり、ケイの幼馴染。16歳。魔剣と融合したケイを救う為、世界中を飛び回る。ストーリーの進行によっては戦うか最終ステージで使用することになる。父親は多忙で、母親は子供嫌いだった為、厳格な祖父によって育てられた。その為、質実剛健な性格に成長した。ケイに好意を抱いており、彼女が飛爪に憧れていることに焦り始めている。
特定のルートでは、イマージュブースターを装着して一時的に魔剣を振るう。武器の形状は竹刀。

### 封剣士
李 護手（リー フーシュウ）
声 - 阪脩
大華僑グループの総帥で封剣士の長老。78歳。金沢総合学術研究所のスポンサーをしている。三つ目があるかのようなサングラスをしている。金沢総合研究所を開設し、広光に魔剣開発を依頼したが、無垢な魔剣が第二の天尊になる可能性を危惧してもいた。いざという時は、自分が戦う覚悟でいる。武器は拳。瞬間移動能力を持つ。
カティ
声 - くじら
九天雑技団の団長。その正体は炎を司る封剣士にして、封剣士長。仮面を付けた女性で、目的の為には手段を選ばない。見習い封剣士を連れて世界中を放浪している。封剣士となる過程で「子宮を捨てる」という苦行を自らに課している。武器は蛇腹剣（フランベルジュ）。炎の輪を放つ。
ラムロッド
声 - 中村伸一
氷を司る封剣士。表向きはDJをしている。幼い頃に長老に引き取られ、封剣士として育てられてきた。八卦であるマルガレーテを愛している為に倒す決心がつかず、魔剣に自分の体を使って倒すよう依頼する。封剣士となる過程で「両耳を捨てる」という苦行を自らに課している。武器はサムライソード（日本刀）。地面を走る氷柱を放つ。
アキナス
声 - 伊藤美紀
風を司る封剣士。表向きはアテネの学芸員をしている。幼いころは封剣士を憎んでいたが、仲間が死んでいくのを見て正義に目覚める。八卦ダルの居場所を突き止めるため、彼の娘のバーリンカと接触していた。封剣士となる過程で「右手を捨てる」という苦行を自らに課している。武器は右手の義手に内蔵されている剣（魔剣が支配した場合はドリルスピア）。竜巻を放つ。
バデレール
声 - 中村伸一
雷を司る封剣士。その温厚な性格からか、表向きはジャーナリストをしている。電子ロックを解除するのが得意。実はケイの母の異母兄弟である。封剣士となる過程で「右足を捨てる」という苦行を自らに課している。武器は松葉杖（魔剣が支配した場合は松葉杖と一体化した三叉戟）。広範囲に落雷を放つ。
フェイ / 李 飛爪（リー フェイチャオ）
声 - 中村伸一
長老から魔剣覚醒の命を受け、香港からやって来た留学生として、ケイの家庭教師をしていた。20歳のエリート封剣士。魔剣を覚醒させた直後、アンドレイの襲撃からケイを庇って致命傷を負い、ケイに魔剣を託して息を引き取る。封剣士となる過程で「内臓を捨てる」という苦行を自らに課している。得意武器は爪。
李 飛扇（リー フェイシャン）
声 - 伊藤美紀
飛爪の妹で、カティの愛弟子。まだ体の一部を捨てるなどの苦行を行っていないため、見習い止まり。そのため手柄を立てようと、八卦シャージャの隠れ家を突き止め、魔剣に自分の体を使って倒すよう依頼する。武器は扇で、扇を広げての防御も得意。

### 三業会
天尊流星（てんそんりゅうせい）
声 - 千葉一伸
三業会の支配者で、「盤古の化身」を自称する。人類を「適切な」数まで減らし、ユートピアを築こうとしている。現在は中国の若き総書記の「劉 嘉伸（リュウ カシン）」の体を乗っ取っている。ストーリーの進行によっては休戦を申し込まれ、承諾するとちょっとした心情を聞くことができる。
アンドレイ
声 - 不明
兌を司る八卦で三業会に雇われている殺し屋。元はロシアの特殊部隊に所属していたが、戦闘パラノイアと診断されて引退を余儀なくされて、中国に逃亡した過去がある。魔剣覚醒直後に研究所を襲撃。ケイを庇った飛爪を殺し、広光を攫った。口が変形しているため喋ることはない。武器は巨大メスで、口からも無数のメスを吐く。
アンドレイ・チカーチロのイマージュを口に注入された。
シャージャ
声 - 千葉一伸
艮を司る八卦。インドの人気スターだったが、夢を叶えてしまった彼は、テレビで見せる笑顔とは裏腹に情性で送る人生を嘆いていた。自身の限界と家族との離別による孤独により、気力が燃え尽きてしまう。立場を利用して、聞いた者を極度の無気力にする唄をインド中に流している。武器はカタール（ジャマダハル）と傀儡の四本腕と左手の手の平から出す刃およびチャクラム。海外版では姿が大きく変更されている。50歳。
シャージャ・ハーンのイマージュを腕から注入された。
マルガレーテ
声 - 小菅真美
震を司る八卦。欧州連合党首・スミス議員の妻だが、悪い嘘がつきない夫を信じられない自分を責め続け、精神的に病んでいた。夫を死んだ事にして幽閉し、現党首となっている。連合党員をBS改造兵にしてテロを行わせ、欧州中を恐怖に陥れている。武器はビームロッドと左腕に仕込んだバズーカ砲だが、基本的に蹴り技が主体。実は封剣士ラムロッドと恋仲だった。名前の由来はクルップの妻・マルガレーテ。
マルガレーテ・クルップのイマージュを脚から注入された。
ダル
声 - 高山勉
坎を司る八卦。病理学者。バーリンカの父親でもある。ある伝染病の治療法を確立してノーベル医学生理学賞を受賞したが、その治療法には重大な副作用があり、風評を恐れて精神が弱っていたところを付け込まれた。その副作用を利用して人体が石になっていく奇病「石死病」を開発し、欧州中に蔓延させている。自らも石死病に罹っており、石死病ウィルスを用いて作ったゾンビを配下にしている。武器は杭。所持している試験管の中の石死病ウィルスをばら撒いたりもする。
ヴラド・ツェペシュのイマージュを耳から注入された。
マルカラ
声 - 千葉一伸
巽を司る八卦。実は子供を作れない体質の持ち主で、その事を知ったショックにつけ込まれて八卦にされた。裏社会を取り仕切るマフィアの若きドンで、欧州中の飲み水に毒を混ぜて流している。レイとは互いに八卦となる以前から麻薬取引を通じたコネがある。武器は大斧とパペット爆弾。
カラカラのイマージュを股から注入された。
レイ
声 - 渡辺力
離を司る八卦。メシア教の大司教で、次期枢機卿の候補者。しかし、一向に救われない世界を見て神の存在に疑問を持ってしまい、麻薬に逃げるようになった。信者や欧州中の民衆に自殺を薦めている。武器は大鎌で、背中の人形の翼を用いた防御も得意。海外版では翼の色が白から黒になり、般若心経の文字が入っている。
ジル・ド・レイのイマージュを目から注入された。
ユースフ
声 - 千葉一伸
坤を司る八卦。アラブの石油王。謀略で兄から家長の座を奪い取るも、復讐を恐れて猜疑心に苛まれていた。OPEC事務総長の立場を利用し、中国以外の地域への石油の輸出を禁止して国家間の緊張を煽っている。武器は首刈りサーベル（シャムシール）。異形化した腹の口から触手を出したり、火炎弾を発射したりもする。
サラディンのイマージュを腹から注入された。
ウィリアム
声 - 千葉一伸
乾を司る八卦。アメリカ大統領。中国への強硬政策を掲げて大統領に再選するも、暗殺されかけて方針転換したことでバッシングを受けた。台頭する中国への強硬路線を推し進め、第三次世界大戦を引き起こそうとしている。元々ロボット好きであったため、ボディガードにロボを使っている他、自分の体をロボットに改造している。最初はガードロボットと同じずんぐりむっくりとしたボディで襲い掛かってくるが、戦闘が進むとボディをスマートな格闘戦向けのものに換装する。武器は右手のスピンクロー。盾付きの左手も用いながらのボクシング戦法を得意とする。
ビリー・ザ・キッドのイマージュを首から注入された。

### その他の人物
稲葉 郷（いなば ごう）
声 - 不明
飛空艇リンカードンの副操縦士。しかし、リンカードンが三業会に襲撃され、スタンガン片手に奮闘するも、脱出用小型機の一歩手前で力尽きる。魔剣が支配した場合の武器はスタンロッド。戦闘が得意ではないが未知数の実力があり、『魔剣爻』では成長させると大化けする。
バーリンカ
声 - 不明
ダルの娘。ダルの元から逃げてきたが、すでに石死病を患っていた為、隔離病棟に入れられていた。ダルの居場所を知っているが、父親への複雑な思いから誰にも教えようとしない。魔剣が支配した場合の武器は大鉈。
サミュエル・スミス
声 - 不明
元欧州連合党首。マルガレーテの夫。マルガレーテに裏切られて保養所（実際は牢屋）に幽閉されている。欧州連合党首になれたのはマルカラとのコネのおかげであるため、彼の居場所を知っている。魔剣が支配した場合の武器は鉄球。
ダブリン・ギネス
イマージュ理論の提唱者。魔剣開発に反発を抱き、ブラジルの密林に隠居していた。しかし、相模所長から魔剣のデータを逐一受け取っていたため、ケイを救う方法を知っていた。

### 三業会の兵士
ソードブレイカー
三業会の一般下級兵。数で攻めるタイプ。服に描かれている動物は龍。
バズーカ
「ドスコイ」と言いながら弾を撃ってくる肥満男。膨れた腹はイマージュの注入によるもの。服に描かれている動物は熊。
クロウ
女のスパイであり、鉄の棒と両肘と両足の踵に付けた刃を使ってのトリッキーな攻撃が得意。女のイマージュを注入されて女性化した男という説もある。服に描かれている動物は鷹。ケイと同じく、黒タイツを穿いている。
ローラーブレード
その名の通り、ローラーブレードを履いた下級兵。ローラーブレードはイマージュによって足と一体化している。数人によるトンファーを用いてのコンビネーション攻撃が得意。服に描かれている動物は虎。
キャノン
寒冷地仕様の中級兵。右腕の砲口から炎弾（『爻』では氷弾）を撃ったり、回転しながら襲い掛かってきたりもする。服に描かれている動物は蜂。
グレネード
左半身が肥大化した中級最強兵。右手に持つ盾のガードの硬さに加え、左手のパンチが強力。さらに手榴弾を投げてくる。盾には蜘蛛が、服には蜘蛛の巣が描かれている。
アマゾン
湿地帯仕様の上級兵。カメレオンのように体を周囲に溶け込ませたり、体の触手や爪で攻撃してきたりと、人間離れしている。
ダンサー
芋虫の獅子舞のような上級兵にして親衛隊。見た目は二人一組のようだが、実際は一人。被っている甲殻に描かれている動物はムカデ。
シヴァ歩兵
シャージャ配下の操り人形。封剣士は「従属のリンガ」と呼んでいる。ステージの床スイッチのボタン押しに利用されると消滅する。
BS改造兵（バルカン / アームズ / 改造犬）
マルガレーテの部下。封剣士は「ハイルの党員」と呼んでいる。「バルカン」は男性の欧州連合党員を改造したもので、腹部の機関銃と両手のブレードで攻撃する。「アームズ」は女性の欧州連合党員を改造したもので、右腕のヒートロッドを伸ばして攻撃する。「BS改造犬」はドイツボクサー犬を爆弾に改造したもので、目標に向かって特攻する。BSは「Brutal Stigma（獰猛たる恥辱）」の略。
攻略本によると、女性が左右アンバランスな不格好な改造をさせられているのは嫉妬ではないかとのこと。
ゴーレム
ダルが杭を打ち込んで繋げて殺した二人の男で作った石死病ゾンビ。封剣士は「ゴルゴダの兄弟」と呼んでいる。大男は背中の小男の指示で動いており、小男は遠くの相手に吹き矢を放ち、大男は近くの相手に大包丁で襲い掛かる。
アイアンメイデン
ダルが拷問具であるアイアンメイデンで殺した女性で作った石死病ゾンビ。拷問具とセットで、封剣士はそのエジプト風の装飾から「オシリスの処女」と呼んでいる。近づくと蓋を開けて針を伸ばし、「イタイイタイ」と叫びながら襲い掛かってくる。倒すと、やっと死ねることに安堵しながら消滅する。
モスギャング
マルカラの子分。封剣士は「魅惑のギャングスター」と呼んでいる。蛾の頭と羽、四本の腕という奇怪な姿と裏腹に、八卦の私兵では珍しく自由意思を失っていない。空を飛びながらのマシンガン乱射と蹴りが得意。マルカラはこの部下をすり潰して飲料水に混入する毒を作っているらしい。
メシア教信者
レイの下僕。首無しの女型自動人形に引きずられている姿から、封剣士は「栄光のスレイヴ」と呼んでいる。元々はメシア教の熱心な信者。大鎌で攻撃してくる。「真・女神転生シリーズ」に登場するメシア教とは別である。
モーターブラーク
ユースフの宮殿に配備された宮殿警備システム。元々はユースフが人間不信に陥っていた頃に殺された彼の従者たちで、現在はその死体だけが警備システムのメインCPUに接続された端末と化している。その風貌や口から炎を吐く所から、封剣士は「灼熱のロレンス」と呼んでいる。一体一体に行動範囲が決められている。
X-66
大統領護衛システム。ホワイトハウスの地下中にたくさん配備されているロボット。腹部を開いてミサイルを連射しようとする時が弱点。

### 封剣士兵
古来から世の中の秩序を見守り、乱そうとする者を誰にも知られず滅ぼすと言われている。魔剣の覚醒を助け、悪しき者から守る役割を担っている。
封剣士兵・鉄弓
男の見習い封剣士。苦行のため、頭部・左腕・右脚を拘束している。右手に持つ剣で斬ったり、右脚に装備した鉄弓から矢を放つ事が出来る。
封剣士兵・影脚
女の見習い封剣士。苦行のため、頭部および両手両足を拘束している。クラゲと呼ばれる黒い乗り物に乗り、素早い動きで攻撃する。

### 小説版の人物
魔剣Z（まけんゼット）
魔剣計画の最終形態にしてずば抜けた知能と能力を持つ完全体。天尊流星を滅ぼすのに極端な方法を執ろうとしたことから封印されていたが、三業会の研究所襲撃の際に奪われ、再び目覚めた時には魔剣Xを次の標的として見なし、自ら生み出した配下のイマージュスラッシャー四天王を差し向ける。
マッカーサー、バーコウィッツ、レックス、武蔵（むさし）
イマージュスラッシャー四天王。マッカーサーはサーベルを武器に、バーコウィッツは銃を武器に、レックスは両手斧を武器に、武蔵は日本刀を武器にして戦う。
リオン / 黎明（ライメン）
三業会の龍頭（ドラゴンヘッド）。「リオン」は英国留学した際に得た名前。世直しの一環としてZから攻撃を受けており、Zを探しに香港を訪れたケイとジョーンズに共闘を持ち掛ける。

## 用語
X計画
医療器具としての魔剣の開発の計画。イマージュの切り離しによる治療との名目だが、その真の目的は天尊流星を倒す事が出来る、天尊流星と同等の能力をもつ魔剣を作り出すための物。
イマージュ
別次元に存在する自我。つまり精神。脳を中継して現実世界を認識し、目や耳から入ってくる情報を総括して何らかの意識感情を呼び起こす。感じたり考えたりする事は、脳でなくイマージュの働きであるが、その存在は別次元にあるため見ることも触れることも出来ず、その概念はまだ一般の人には理解されていない。金沢総合学術研究所で開発された魔剣の魂は、イマージュを持つものを斬ることで切り離し、吸収することもできる能力を持つ。ゲーム上ではブレインジャックや、操作キャラクターの支配率を上げる上でも欠かせない。
ブレインジャック
魔剣に与えられた特殊な力（本来は天尊流星の能力）。他人の脳からイマージュを切り離し、自分のイマージュや別の者のイマージュを送り込むことで、その者の体を意のままに支配すること。ブレインジャックをした相手のイマージュは魔剣の中に取り込むことになる。物質としての脳が入れ替わるのではなく、イマージュが入れ替わるだけなので、元の人間の記憶は残っている。そのため、魔剣は元の人間の知識やその能力を自分のものにできる。魔剣に肉体を支配された人間は、魔剣にイマージュ、つまり精神を喰われるため、実質上死亡（言い換えれば衰弱・廃人の状態）することになる。また、魔剣とイマージュが融合してしまった人間は、そのままだと魔剣にイマージュを吸い尽くされ、最終的に死亡することになる。ゲームシステム上では、イベント強制でジャックしたり、対象となる相手に対して所持しているイマージュをコストとして支払うことでジャックすることができる。
封剣士
時には英雄と呼ばれる人物も斬り捨て、世界の秩序を保つためにその生を捧げる、古来より続く血脈の一族。D遺伝子と呼ばれる特殊な遺伝子を受け継いでおり、神に選ばれた一族として世界史の裏で暗躍してきた。イマージュを高めるために自らの体の一部を切り捨てるなどの苦行を積んでいる（封剣士兵は体を拘束する事でイマージュを高めている）。聖地・崑崙を拠点としている。
三業会
香港を拠点にしている犯罪シンジケート。中国の香港返還以来、急速に勢力を伸ばし、世界各地に範囲を広めている。構成員は総て天尊流星の操り人形。組織は占いの「易」になぞらえて作られており、天尊流星を太極とし、八卦と呼ばれる幹部や、その下につく十六卦、三十二卦といった構成になっている。下級兵の六十四卦は体に変化は見られないが、中級兵の三十二卦からは体の一部分などに大きな変化が見られ、上級兵の十六卦にいたってはもはや怪物である。
八卦
天尊流星直属の幹部達の総称。その名の通り全部で八名が存在する。社会的な要人や権威たちが、彼らの立場や技能を利用しようと目論む天尊流星に心の隙を突かれ、天尊流星に賛同する歴史上の人物のイマージュを注入された存在。その為、現在の彼らは、言わば歴史上の人物たちが本来の彼らをブレインジャックした状態である。それぞれ与えられた卦と対応する体の一部が異形化している。倒されるなどして席が空いた場合は、天尊流星が新しい八卦を探してくるらしい。
飛空艇リンカードン
『魔剣』の世界では米中関係が悪化しているため、武装および防護強化されていない飛行機のフライトは全面的に禁止されている。設定の上では最新鋭の飛空挺だが、三業会のステルス機にあっけなく襲撃される。
欧州連合
八卦マルガレーテの率いる軍団。その象徴するマークは『魔剣X』では「ハーケンクロイツ」であったが、『魔剣爻』では「無」の文字に変更されている。
石死病
八卦ダルが特効薬の失敗作を用いて作った伝染病。人間だけに感染し、この病気を患った者は体の表面だけでなく、内臓も石化して死に至る。咳などで感染する。封剣士アキナスはこの病気に耐性をもっている。

## 漫画版
『魔剣X ANoTHER』というタイトルで、林田球が執筆した全3巻からなるゲームのコミカライズ。『月刊マガジンZ』で掲載され、講談社から（マガジンZKCコミックとして）単行本化されている。ストーリーの流れは一緒だが、人間関係がゲームよりも更に拗れているのが特徴。ブレインジャックにおける精神世界でのやり取りが重点的に描かれ、悪魔の人格を持つコウなどのオリジナル設定や激しい暴力描写も見受けられる。その独創的な手法や斬新な表現方法を金子一馬や岡田耕始が絶賛している。2008年12月に、エンターブレインより再編集版である『魔剣X Another Jack』が全2巻で発売されている。

## 小説版
『魔剣X アフターストレンジデイズ』というタイトルで、ファミ通文庫より2000年4月1日に発売されたゲームのノベライズ。ストーリーは後日談となっており、著者は蕪木統文、イラストは河崎淳が担当している。